# Palazzo Zani-Spadaro

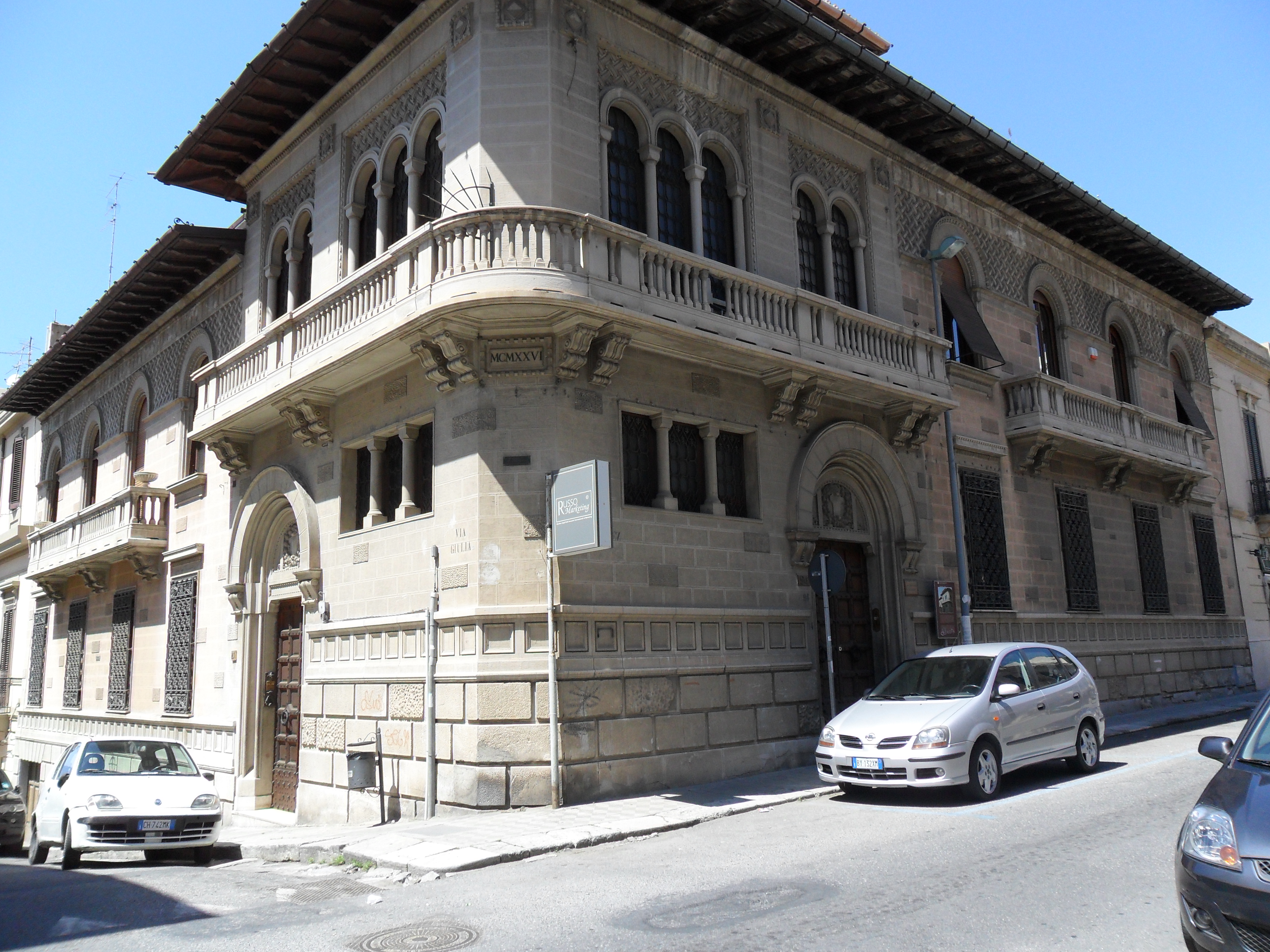
Palazzo Zani-Spadaro in Reggio Calabria

Der Palazzo Zani-Spadaro ist ein Jugendstilpalast aus den 1920er-Jahren im historischen Zentrums von Reggio Calabria in der italienischen Region Kalabrien. Er bedeckt einen Teil des Blocks an der Ecke der Via Aschenez und der Via Giulia. Er dient heute Wohnzwecken.

## Geschichte
Der Palast wurde 1926 fertiggestellt und von Bauingenieur Gino Zani projektiert, auch wenn die Projektierung unter dem Namen des Bauingenieurs Pietro Spinelli lief. Er ist eines der typischsten Beispiele für die Jugendstilarchitektur in der Stadt nach dem Erdbeben von 1908.

## Beschreibung
Der Palast hat einen rechteckigen Grundriss und zwei Vollgeschosse. Zwei Eingänge führen von den beiden Straßen zu einer Treppe im Inneren, die den Zugang zu den Wohnungen im Obergeschoss vermittelt.
Im Erdgeschoss zeigen sich die Fassaden mit einem Tiefparterre mit geometrischen Reliefen, das den Höhenunterschied zwischen den beiden Straßen überwindet. An der Ecke befinden sich die beiden Eingänge mit Rundbögen und zwei durch kleine Säulen dreigeteilte Fenster, von denen das hauptsächliche auf die ‚‚Via Giulia‘‘ hinaus zeigt. Die rechteckigen Fenster sind mit Architraven versehen und haben Gitter aus
Im Obergeschoss verläuft über den beiden Eingängen ein Eckbalkon, der mit einer Balustrade mit kleinen Säulen und zwei- oder dreiteiligen Fenstertüren mit Bögen versehen ist. Auf den Rest der Fassaden sind Rundbogenfenster verteilt, die vergleichbare Balkone besitzen. Entlang beider Fassaden verläuft ein reich mit floralen Motiven verzierter Fries und darüber das Traufgesims und das vorspringende Dach mit einer einfachen Balustrade.

### Der Kunststein
Der Kunststein, der aus der Mischung von Zementmörtel mit Sand und Marmor- oder Travertinanteilen entsteht, wurde vor allen Dingen für die Tiefparterres und für die Zierelemente verwendet, sowie geschliffen und poliert auch für die falschen Marmorsäulen. Einige Gebäude im historischen Zentrum, wie der Palazzo Zani-Spadaro oder die Villa Nesci, sind mit solcher Akkuratesse und in solch guter Ausführung aus Kunststein gebaut, dass dieser bis heute, ein Jahrhundert nach dem Bau, immer noch in hervorragendem Zustand erhalten ist.